# Milford (Ohio)
Milford és una població dels Estats Units a l'estat d'Ohio. Segons el cens del 2000 tenia 6.284 habitants.

## Demografia
Segons el cens del 2000, Milford tenia 6.284 habitants, 2.945 habitatges, i 1.534 famílies. La densitat de població era de 645,3 habitants/km².
Dels 2.945 habitatges en un 24,6% hi vivien nens de menys de 18 anys, en un 39,5% hi vivien parelles casades, en un 9,6% dones solteres, i en un 47,9% no eren unitats familiars. En el 43,1% dels habitatges hi vivien persones soles el 21,9% de les quals corresponia a persones de 65 anys o més que vivien soles. El nombre mitjà de persones vivint en cada habitatge era de 2,09 i el nombre mitjà de persones que vivien en cada família era de 2,92.
Per edats la població es repartia de la següent manera: un 22,6% tenia menys de 18 anys, un 7,6% entre 18 i 24, un 28,6% entre 25 i 44, un 19,9% de 45 a 60 i un 21,3% 65 anys o més.
L'edat mediana era de 39 anys. Per cada 100 dones de 18 o més anys hi havia 75,2 homes.
La renda mediana per habitatge era de 31.923 $ i la renda mediana per família de 51.919 $. Els homes tenien una renda mediana de 36.538 $ mentre que les dones 25.873 $. La renda per capita de la població era de 22.529 $. Aproximadament el 4,1% de les famílies i el 7,8% de la població estaven per davall del llindar de pobresa.

## Poblacions més properes
El següent diagrama mostra les poblacions més properes.